# Молош, Дмитрий Васильевич
Дми́трий Васи́льевич Мо́лош (бел. Дзмітрый Васільевіч Молаш; род. 10 декабря 1981[…], Михановичи, Минская область) — белорусский и российский футболист, защитник; тренер. Мастер спорта России (2013).

## Карьера

### Клубная
Воспитанник футбольной школы «Олимпия» (Минск). Первый тренер — Борис Михайлович Лазарчик. Как и многие белорусские дети с начальных классов школы во дворе гонял мяч. Молош жил под Минском в посёлке городского типа (п. Михановичи), год потренировался, и его отвезли на просмотр в сам Минск, к тренеру Борису Глазачёву. Первый свой профессиональный контракт подписал с борисовским БАТЭ, когда ещё учился в школе, в 11 классе. Но сперва отыграл два года в дублирующих и фарм-клубах борисовчан «Молодечно» и «Смене»-БАТЭ. В БАТЭ же Дмитрий провёл 6 сезонов и только в один сезон клуб ничего не выигрывал. В 2006 году Молош выиграл чемпионат и Кубок Беларуси и был признан лучшим защитником чемпионата, и решил сменить обстановку, хотя в Борисове никто не хотел, чтобы Дмитрий уходил из клуба. В 2007 перешёл в «Носту». За «Носту» Молош забил 3 мяча, один из которых с середины поля. Осенью 2008 футболист объявил, что в Новотроицке не останется, по причинам, о которых не хочет говорить. Агент стал прорабатывать варианты, была возможность перейти в «Урал». А «Сибирь» выбрал потому, что Криушенко, с которым он работал в Беларуси, позвонил, и всё решилось быстро. Контракт с новосибирской командой был рассчитан на два года. Молош обладал сильным ударом с левой ноги, практически все свои голы Молош забил ударами из-за пределов штрафной.
По итогам сезона 2010 Молош стал лучшим игроком «Сибири» по голосованию болельщиков клуба.
12 декабря 2010 года было объявлено о подписании контракта с «Крыльями Советов», куда Молош перешёл на правах свободного агента по истечении контракта с «Сибирью». Срок соглашения с самарцами был рассчитан на 2,5 года. В августе 2012 года клуб и игрок договорились о расторжении контракта.
Дмитрий мог вернуться в «Сибирь», но продолжил свою карьеру в минском «Динамо» под руководством Олега Протасова. Сразу был выбран капитаном команды, но из-за травм сыграл всего 18 матчей за 3 года. По истечении контракта покинул клуб.

### В сборной
Молош был участником финальной части молодёжного чемпионата Европы, его сборная обыграла будущих чемпионов сборную Италии 2:1.
В первой же сборной Беларуси с 2006 по 2008 год Молош отыграл пять игр. Перед первым туром в Первом дивизионе его вызывали в сборную, но руководство «Сибири» попросило Федерацию футбола Беларуси не привлекать игрока, так как у сибиряков была важная игра с «Уралом». В Федерации Беларуси пошли навстречу. После чего белорус принял российское гражданство. Молош не вызывался в сборную до мая 2010 года.
27 мая 2010 Дмитрий Молош провёл 90 минут на поле в составе сборной Беларуси в товарищеском матче с Гондурасом, завершившемся вничью — 2:2. 12 октября 2010 Молош вышел на поле в отборочном матче чемпионата Европы против сборной Албании и провёл на поле 87 минут, получив жёлтую карточку на 47-й минуте. Матч завершился победой белорусов со счётом 2:0.

### Тренерская
В сентябре 2015 года перешёл на тренерскую работу в детско-юношескую школу БАТЭ. В январе 2016 года стал тренером «Смолевичи-СТИ». В июне был назначен исполняющим обязанности главного тренера, а уже в феврале 2017 года был утверждён на этой должности. По результатам сезона 2017 клуб заработал повышение в Высшую лигу, однако Молош покинул клуб.
В январе 2018 года вошёл в тренерский штаб Олега Дулуба в борисовском БАТЭ. Остался в команде и тогда, когда главным тренером стал Алексей Бага. В декабре 2019 года вслед за Багой покинул клуб.
В январе 2020 года стал помощником главного тренера в латвийской «Лиепае», а в июне того же года возглавил команду. В декабре 2020 года продлил контракт с клубом. В июне 2021 года покинул команду.
В декабре 2021 года назначен главным тренером жодинского «Торпедо-БелАЗ».
После поражения от гродненского «Немана» (0:3) в финале Кубка Беларуси (24 мая 2025 года) написал заявление об увольнении с поста главного тренера «Торпедо»-БелАЗа. Однако оно не было удовлетворено руководством. Такую позицию озвучил спортивный директор клуба Игорь Анцыпов.

## Достижения
- Чемпион Беларуси (2): 2002, 2006
- Серебряный призёр чемпионата Беларуси (3): 2003, 2004, 2014
- Бронзовый призёр чемпионата Беларуси (2): 2001, 2013
- Обладатель Кубка Беларуси: 2006
- Серебряный призёр Первого дивизиона России: 2009
- Финалист Кубка России: 2009/10

В качестве тренера
- Обладатель Кубка Латвии: 2020
- Обладатель Кубка Беларуси: 2022/2023
- Обладатель Суперкубка Беларуси: 2024

## Личная жизнь
Молош женат на фигуристке Екатерине Данько, участнице чемпионатов мира. Когда Молош играл в Новотроицке, Данько жила в Минске, а в Новосибирск Дмитрий переехал уже вместе с ней. У пары двое сыновей — Ярослав и Денис.

## Клубная статистика
| Сезон   | Клуб           | Игры | Голы |
| ------- | -------------- | ---- | ---- |
| 2001    | БАТЭ           | 21   | 1    |
| 2002    | БАТЭ           | 25   | 2    |
| 2003    | БАТЭ           | 22   | 0    |
| 2004    | БАТЭ           | 25   | 1    |
| 2005    | БАТЭ           | 33   | 1    |
| 2006    | БАТЭ           | 27   | 9    |
| 2007    | Носта          | 32   | 2    |
| 2008    | Носта          | 22   | 1    |
| 2009    | Сибирь         | 33   | 9    |
| 2010    | Сибирь         | 28   | 4    |
| 2011/12 | Крылья Советов | 15   | 0    |
| 2012/13 | Крылья Советов | 0    | 0    |
| 2012    | Динамо (Минск) | 2    | 0    |
| 2013    | Динамо (Минск) | 9    | 0    |
| 2014    | Динамо (Минск) | 13   | 1    |

(Учитываются матчи во всех официальных играх)